# طمرة الزعبية
طمرة الزعبية هي قرية عربية تقع في شمال فلسطين المحتلة، إلى الجنوب الشرقي من مرج ابن عامر. تخضع القرية للمجلس الإقليمي جلبوع. تأسست القرية عام 1918 على يد أبناء عائلة زعبية من الأردن، وسّميت على اسم قرية كانت في المنطقة خلال فترة الهيكل الثاني.

## تاريخها
تم اكتشاف آثار كثيرة تعود لعدة حضارات وعصورفي القرية، منها العصر الأموي، العباسي، البيزنطي، الفارسي والعصر المملوكي، وتم العثور على فسيفساء تعود إلى كنيسة من العصر الأموي والعباسي، وهذا يدل على أنه كان هنالك مجتمع مسيحي مزدهر في هذه الفترة، أيضا وجدوا آلات وأدوات تستخدم لعصر العنب مما يدل على تصنيع النبيذ في تلك الفترة.

### في عصر الدولة العثمانية
ظهرت القرية أول مرة في الخرائط عام 1799 في خرائط نابليون، وفي عام 1875 زار المستكشف الفرنسي فيكتور غيران القرية، التي بلغ عدد سكانها 120 نسمة ووصفها حيث قال:
«أسست هذه القرية محل بلدة قديمة كانت ترتفع سابقًا في مدرج حول نبع غزير، تتناثر فيها أكوام كبيرة من الحجارة، معظمها بازلتي، وبقايا كنيسة صغيرة تقع شرقًا وغربًا ومقسمة إلى ثلاث بلاطات، مزخرفة بأعمدة بقيت منها عدة جذوع. في الجزء الأعلى من المدينة لا تزال بقايا كنيسة ثانية، مدمرة بالكامل تقريبًا، مرصوفة بالفسيفساء، كما يتضح من المكعبات الصغيرة الموجودة على الأرض».

## سكانها
في تعداد السكان عام 1922 الذي أجرته سلطات الانتداب البريطاني، ظهر أن عدد سكان القرية 104 جميعهم مسلمون، وفي عام 1931 ازداد العدد إلى 193مسلم، ووصل عدد المنازل إلى 34 منزلًا. في إحصائية عام 1945، كان عدد سكان طمرة الزعبية 240 نسمة، 160 عربًيا، و80 يهوديًا. وكانت مساحتها 9436 دونمًا من الأرض، ووفقًا لمسح رسمي للأراضي والسكان، منها 27 دونمًا مزروعة زراعة مروية، و9090 دونمًا للحبوب، والمساحة المبنية 6 دونمات.
في عام 2022، بلغ تعداد سكان القرية 1623 نسمة جميعهم مسلمين وعرب.